# Liste der Biografien/Wah
Liste der Biografien |
Portal Biografien |
Personensuche
# |
A |
B |
C |
D |
E |
F |
G |
H |
I |
J |
K |
L |
M |
N |
O |
P |
Q |
R |
S |
T |
U |
V |
W |
X |
Y |
Z |
?
 
Wa |
Wc |
Wd |
We |
Wh |
Wi |
Wj |
Wl |
Wn |
Wo |
Wr |
Ws |
Wt |
Wu |
Ww |
Wy |
Wz
 
Waa |
Wab |
Wac |
Wad |
Wae |
Waf |
Wag |
Wah |
Wai |
Waj |
Wak |
Wal |
Wam |
Wan |
Wao |
Wap |
Waq |
War |
Was |
Wat |
Wau |
Wav |
Waw |
Wax |
Way |
Waz
Die Liste der Biografien führt alle Personen auf, die in der deutschsprachigen Wikipedia einen Artikel haben. Dieses ist eine Teilliste mit 313 Einträgen von Personen, deren Namen mit den Buchstaben „Wah“ beginnt.

## Wah
- Wah, Benjamin W. (* 1952), chinesischer Informatiker
- Wah, Fred (* 1939), kanadischer Dichter, Schriftsteller und Hochschullehrer

### Waha
- Wähä, Nina (* 1979), schwedische Autorin, Schauspielerin und Sängerin
- Wahaibi, Ahmed al (* 1987), omanischer Sprinter

### Wahb
- Wahb ibn ʿAbd Manāf, Großvater Mohammeds mütterlicherseits
- Wahb ibn Munabbih, südarabischer Historiker
- Wahba, Annabel (* 1972), deutsche Journalistin und Buchautorin
- Wahba, Grace (* 1934), US-amerikanische Mathematikerin und Hochschullehrerin
- Wahba, Hafiz (1889–1969), saudi-arabischer Diplomat
- Wahba, Yusuf (1852–1934), ägyptischer Ministerpräsident und Richter
- Wahballahi, nabatäischer Steinmetz
- Wahbi, Madschalli (* 1954), israelischer Politiker

### Wahd
- Wahdat, Zamarin (* 1989), deutsch-afghanische Kamerafrau, Regisseurin und Drehbuchautorin
- Wahdat-Hagh, Wahied (* 1957), deutsch-iranischer Politologe und Soziologe

### Wahe
- Waheed, Abdul (1936–2022), pakistanischer Hockeyspieler
- Waheed, Abdul (* 1937), pakistanischer Diplomat und Militär
- Waheed, Ali (* 1984), maledivischer Politiker
- Wahengo, Jackson (* 1978), namibischer Musiker

### Wahh
- Wahhaj, Siraj (* 1950), US-amerikanische Persönlichkeit des Islam in den Vereinigten Staaten

### Wahi
- Wahi, altägyptischer Beamter der 8. Dynastie
- Wahi, Elye (* 2003), französisch-ivorischer FußballspielerElye Wahi (* 2003)

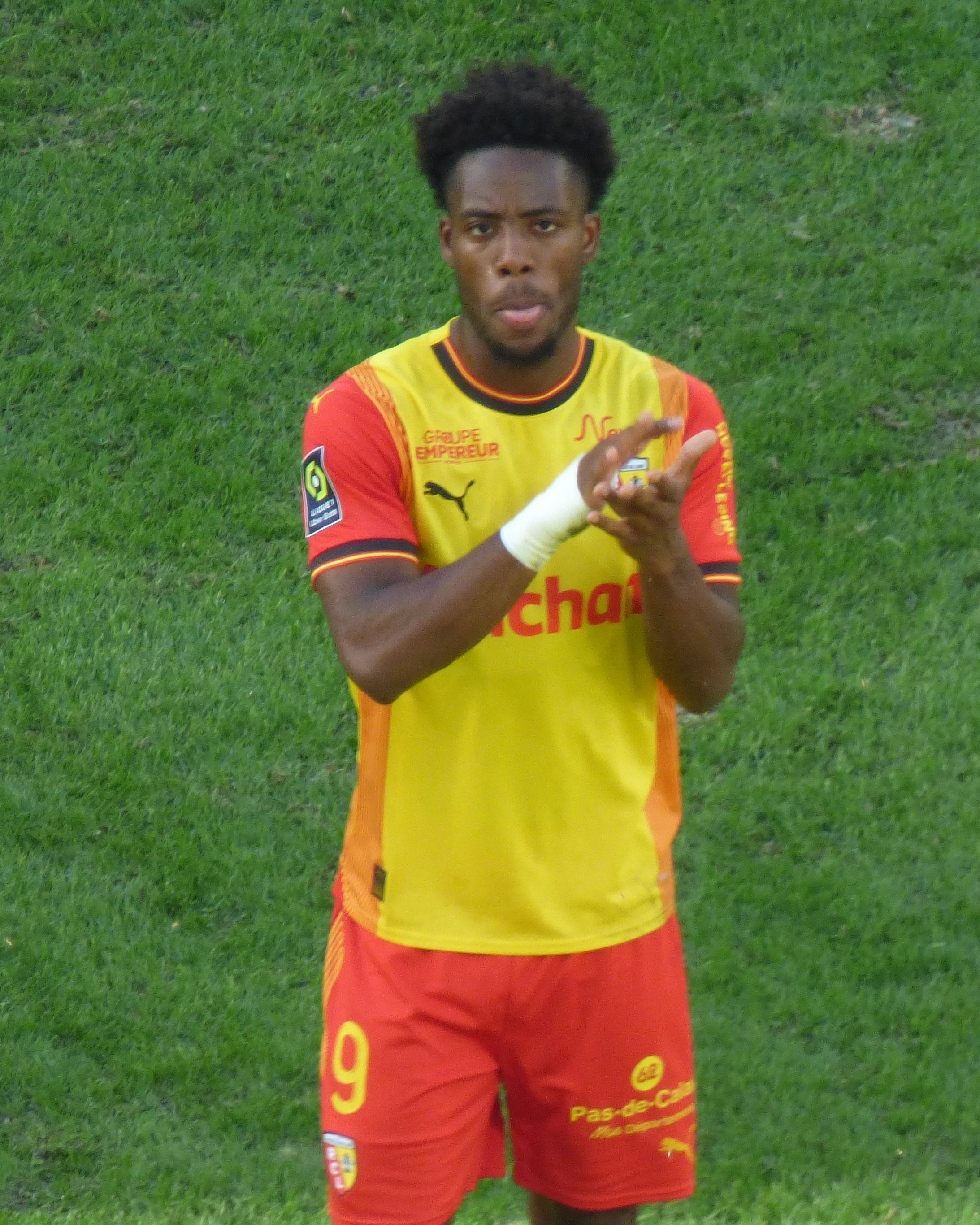
Elye Wahi (* 2003)

- Wahi, Sunayna (* 1990), surinamische Sprinterin
- Wahib, Abu (1986–2016), irakischer Terrorist, Person des Islamischen Staates
- Wahib, Bilal (* 1999), niederländischer Filmschauspieler und Sänger
- Wahib, Sardar Abdul (* 1901), afghanischer Hockeyspieler
- Wahibi, Abdel Moneim (1912–1988), ägyptischer Basketballspieler, -schiedsrichter und Sportfunktionär
- Wahid Dastdscherdi, Marsieh (* 1959), iranische Politikerin und Gesundheitsministerin
- Wahid, Abdul (* 1980), indonesischer Politiker
- Wahid, Abdurrahman (1940–2009), indonesischer Politiker, Präsident
- Wahis, Théophile (1844–1921), belgischer Soldat und Generalgouverneur

### Wahj
- Wahjudi, Berthold (* 1993), deutscher Regisseur und Drehbuchautor
- Wahjudi, Johan (1953–2019), indonesischer Badmintonspieler

### Wahk
- Wahka I., Bürgermeister und Priestervorsteher der altägyptischen 12. Dynastie
- Wahka II., Bürgermeister und Priestervorsteher der altägyptischen 12. Dynastie
- Wahkare Cheti I., ägyptischer Pharao

### Wahl
- Wahl, Adalbert (1871–1957), deutscher Historiker
- Wahl, Albert (1863–1941), französischer Rechtswissenschaftler und Hochschullehrer
- Wahl, Alexander von (1839–1903), baltisch-deutscher Bildhauer und Maler
- Wahl, Alfred (* 1938), französischer Historiker
- Wahl, Alfred (1942–2000), österreichischer Politiker (ÖVP), Mitglied des Bundesrates
- Wahl, Andreas (* 1964), deutscher Jurist, Richter am Bundessozialgericht
- Wahl, Andreas (* 1965), deutscher Jazzgitarrist
- Wahl, Anna von (1861–1938), deutsch-baltische Malerin
- Wahl, Arthur (1917–2006), US-amerikanischer Chemiker
- Wahl, Bela Rachel (1683–1756), Stammmutter der Familie Mendelssohn
- Wahl, Bernhard (* 1949), deutscher Jurist und ehemaliger Richter am Bundesgerichtshof
- Wahl, Betty (* 1965), deutsche Skandinavistin und literarische Übersetzerin
- Wahl, Bruno (1876–1971), österreichischer Entomologe
- Wahl, Bruno von (1868–1952), deutscher Maler und Fachlehrer
- Wahl, Carolin (* 1992), deutsche Schriftstellerin
- Wahl, Caroline (* 1995), deutsche SchriftstellerinCaroline Wahl (* 1995)

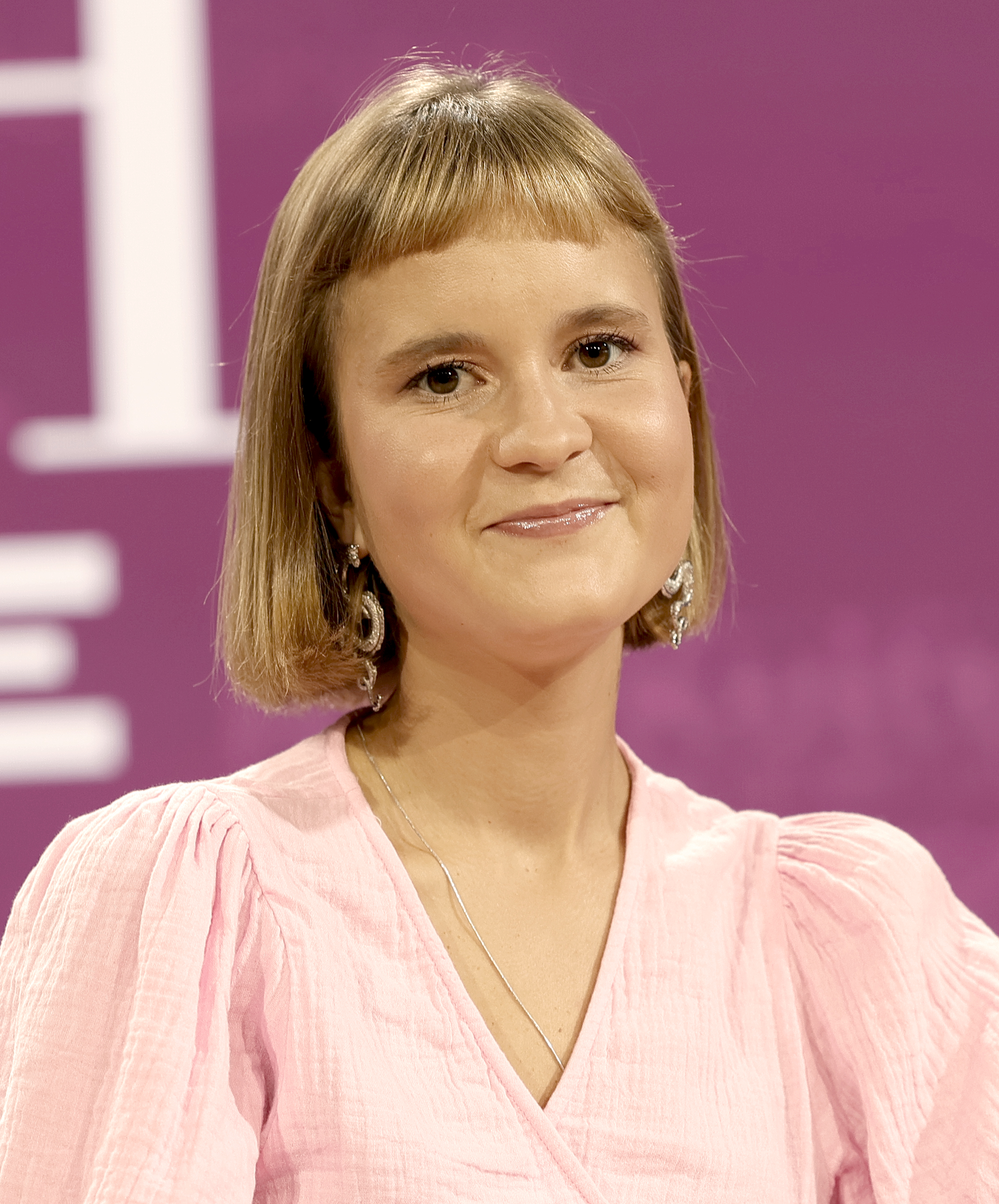
Caroline Wahl (* 1995)

- Wahl, Christian (1762–1825), deutscher Kaufmann, Tuchmachermeister, Bürgermeister und Politiker
- Wahl, Christine (* 1935), deutsche Grafikerin und Malerin
- Wahl, Christof, deutscher Kameramann und Filmregisseur
- Wahl, Christophe (* 1967), Schweizer Eishockeytorhüter und -trainer
- Wahl, Curt (1903–1972), deutscher Schauspieler und Regisseur
- Wahl, Daniel (* 1966), Schweizer Regisseur und Schauspieler
- Wahl, Diethelm (* 1945), deutscher Psychologe und Hochschullehrer
- Wahl, Dorit (1938–2022), deutsche Politikerin (CDU)
- Wahl, Edgar von (1867–1948), deutsch-baltischer Sprachenschöpfer
- Wahl, Eduard (1903–1985), deutscher Rechtswissenschaftler, Hochschullehrer, Politiker (CDU), MdB
- Wahl, Eduard Georg von (1833–1890), deutschbaltischer Mediziner
- Wahl, Erich (* 1963), österreichischer Politiker (SPÖ), Landtagsabgeordneter (Oberösterreich)
- Wahl, Florian (* 1984), deutscher Politiker (SPD), MdL
- Wahl, François (1925–2014), französischer Philosoph, Autor und Verleger
- Wahl, Frank (* 1981), deutscher Handballspieler
- Wahl, Frank-Michael (* 1956), deutscher Handballspieler
- Wahl, Friedrich August (1902–1985), deutscher Gynäkologe
- Wahl, Friedrich Gerhard (1748–1826), deutscher Baumeister
- Wahl, Friedrich Wilhelm (1778–1830), Arzt, Stadtphysikus, Bergrat und Regimentsarzt in Weimar
- Wahl, Georg (1920–2013), deutscher Dressurreiter
- Wahl, Gustav (1877–1947), deutscher Bibliothekar
- Wahl, Hans (1885–1949), deutscher Goetheforscher, Museums- und Archivdirektor
- Wahl, Hans (1902–1973), Schweizer Dichter
- Wahl, Hans-Werner (* 1954), deutscher Psychologe und Gerontologe
- Wahl, Harry (1869–1940), finnischer Segler
- Wahl, Hauke (* 1994), deutscher FußballspielerHauke Wahl (* 1994)

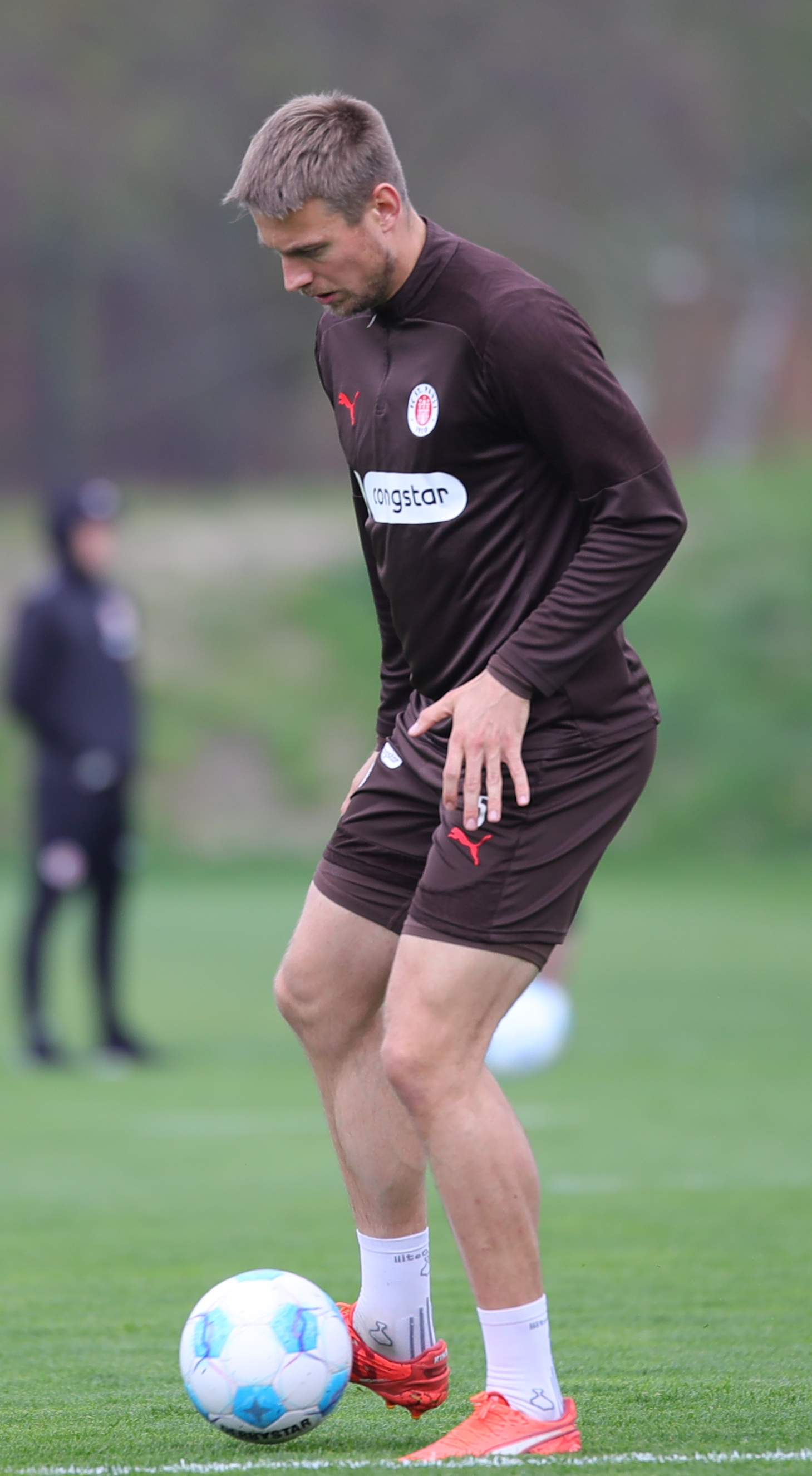
Hauke Wahl (* 1994)

- Wahl, Heini (* 1940), Hunsrücker Volkssänger
- Wahl, Heinrich (1887–1960), deutscher Bildhauer
- Wahl, Heinrich (* 1938), deutscher experimenteller Teilchenphysiker
- Wahl, Heinz († 2003), deutscher Radrennfahrer (DDR)
- Wahl, Heribert (* 1945), deutscher römisch-katholischer Theologe
- Wahl, Hermann (1902–1980), deutscher Architekt und Stadtplaner
- Wahl, Isaac (1915–2004), israelischer Botaniker
- Wahl, Jean (1888–1974), französischer Philosoph
- Wahl, Jens (* 1966), deutscher Fußballspieler
- Wahl, Joachim (* 1954), deutscher Osteologe und Paläoanthropologe
- Wahl, Joachim Christian von der (1590–1644), kurbayrischer Feldmarschall
- Wahl, Johann Salomon (1689–1765), Hofmaler bei Christian VI.
- Wahl, Jonathan (* 1945), US-amerikanischer Mathematiker
- Wahl, Josef (1875–1951), deutscher Porträt-, Historien- und Kirchenmaler der Düsseldorfer Schule
- Wahl, Josef (1936–2020), deutscher Kunstmaler
- Wahl, Josef (* 1943), österreichischer Fußballspieler
- Wahl, Jürgen (1922–1990), deutscher Politiker (FDP), MdA
- Wahl, Karl (1869–1961), deutscher Ingenieur und Industrieller
- Wahl, Karl (1882–1943), deutscher Bildhauer
- Wahl, Karl (1892–1981), deutscher Politiker (NSDAP), MdR, Gauleiter, SS-Obergruppenführer
- Wahl, Karl (1896–1962), Landtagsabgeordneter Volksstaat Hessen
- Wahl, Ken (* 1954), US-amerikanischer SchauspielerKen Wahl (* 1954)

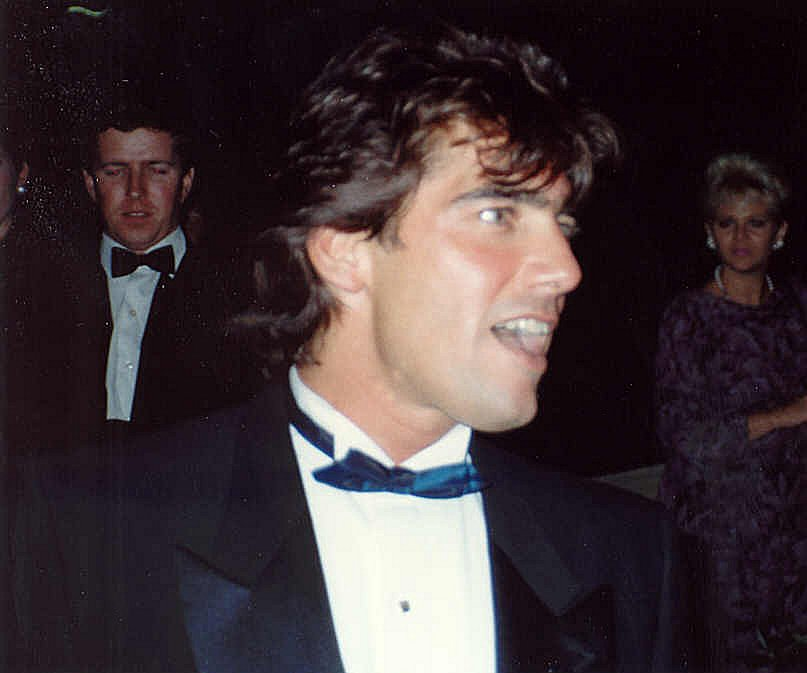
Ken Wahl (* 1954)

- Wahl, Klaus (* 1944), deutscher Sozialwissenschaftler und Aggressionsforscher
- Wahl, Klaus von (1923–1997), deutscher Synchronregisseur und Autor von Dialogbüchern
- Wahl, Kurt (1912–1990), deutscher Fechter, deutscher Meister und Olympiateilnehmer
- Wahl, Laura (* 1994), deutsche Politikerin (Bündnis 90/Die Grünen), MdL
- Wahl, Liz (* 1985), US-amerikanische Journalistin und Fernsehmoderatorin
- Wahl, Ludwig (1831–1905), Administrator der katholischen Jurisdiktionsbezirke in Sachsen, Titularbischof, Apostolischer Vikar
- Wahl, Ludwig (1870–1945), deutscher Maschinenbauingenieur und Stadtbaurat
- Wahl, Marco, deutscher Koch
- Wahl, Martin (* 1955), deutscher Biologe
- Wahl, Martin (1956–2018), deutscher Pharmakologe
- Wahl, Mathias (1815–1885), österreichischer Politiker
- Wahl, Mats (1945–2025), schwedischer Schriftsteller
- Wahl, Michael (* 1980), deutscher Blindentennissspieler
- Wahl, Mitch (* 1990), US-amerikanisch-deutscher EishockeyspielerMitch Wahl (* 1990)

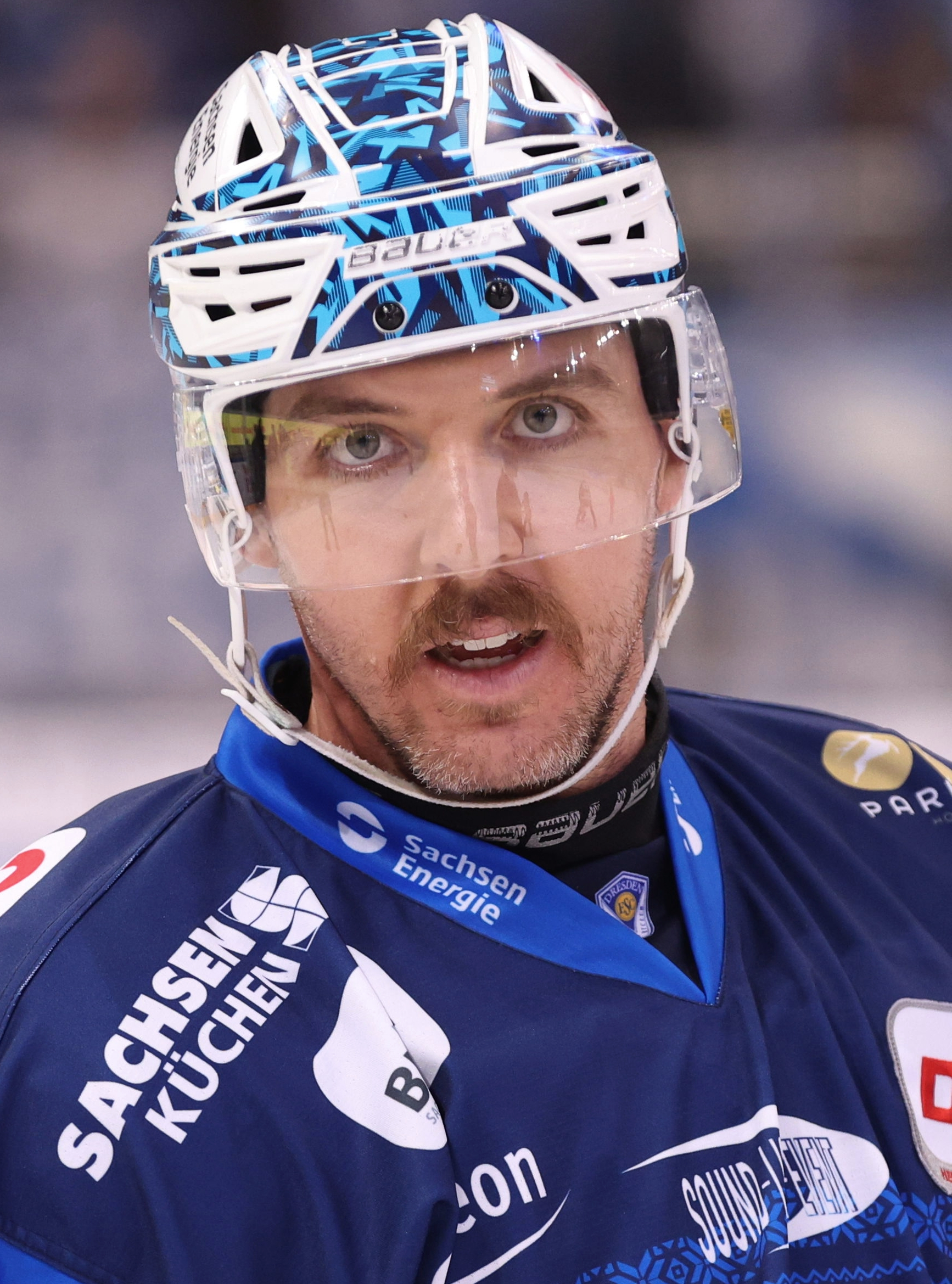
Mitch Wahl (* 1990)

- Wahl, Mogens (1918–1986), dänischer Verwaltungsbeamter, Reichsombudsmann und Hochkommissar auf den Färöern
- Wahl, Nathalie (* 1976), belgische Mathematikerin
- Wahl, Nils (* 1961), schwedischer Jurist und Richter am Europäischen Gerichtshof
- Wahl, Otto (1904–1935), deutscher Skisportler
- Wahl, Otto (1932–2020), deutscher Ordensgeistlicher, Theologe, Alttestamentler und Rektor der Philosophisch-Theologischen Hochschule Benediktbeuern
- Wahl, Patrick (* 1976), deutscher politischer Beamter (BSW)
- Wahl, Paul (1906–1982), deutscher Gewichtheber
- Wahl, Peter (* 1948), deutscher Autor und Gründungsmitglied von Attac
- Wahl, Rainer (* 1941), deutscher Rechtswissenschaftler
- Wahl, Rakel (1921–2005), norwegische Skilangläuferin
- Wahl, Raphael (* 1997), deutscher Poolbillardspieler
- Wahl, Richard (1906–1982), deutscher Fechter
- Wahl, Richard (1917–1997), deutscher Fußballspieler
- Wahl, Richard Moritz (1846–1922), deutscher Jurist und höherer sächsischer Staatsbeamter
- Wahl, Robert (1882–1955), deutscher Unternehmer und Kommunalpolitiker
- Wahl, Saul (1541–1617), jüdischer Gemeindeführer
- Wahl, Simon (* 1989), deutscher Musiker
- Wahl, Stephan (* 1960), deutscher katholischer PriesterStephan Wahl (* 1960)

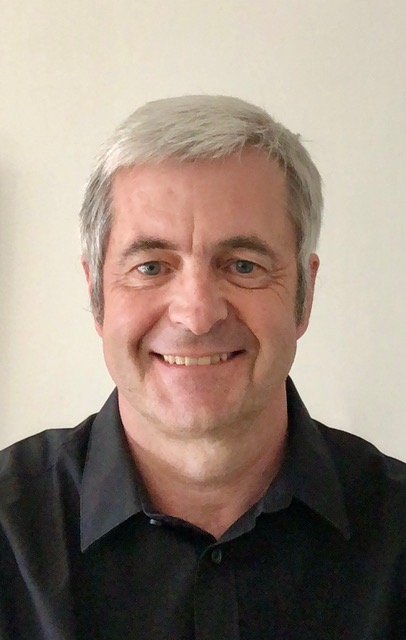
Stephan Wahl (* 1960)

- Wahl, Susanne (* 1955), deutsche Schriftstellerin
- Wahl, Viktor von (1840–1915), russischer General der Kavallerie
- Wahl, Vilkka (* 1978), finnischer Jazzmusiker (Gitarre, Komposition)
- Wahl, Volker (* 1943), deutscher Archivar und Historiker
- Wahl, Walter (1879–1970), finnischer Geochemiker und Mineraloge
- Wahl, Willi (1927–2019), deutscher Politiker (SPD)
- Wahl, William (* 1973), deutscher Liedermacher, Sänger und Autor
- Wahl, Wolf von (* 1942), deutscher Mathematiker
- Wahl, Wolfgang (1925–2006), deutscher Schauspieler und Hörspielsprecher
- Wahl, Zoltán (* 2000), ungarischer Sprinter
- Wahlandt, Lisa (* 1971), deutsche Jazz- und Popsängerin
- Wahlberg, Alfred (1834–1906), schwedischer Maler
- Wahlberg, Donnie (* 1969), US-amerikanischer Sänger und Schauspieler
- Wahlberg, Ernst (1904–1977), schwedischer Fußballspieler
- Wåhlberg, Gunnar (1910–1995), schwedischer Militärpatrouillenläufer
- Wahlberg, Jeffrey (* 1996), US-amerikanischer Filmschauspieler
- Wahlberg, Johan August (1810–1856), schwedischer Naturforscher und Entdecker
- Wahlberg, Karin (* 1950), schwedische Ärztin und Schriftstellerin
- Wahlberg, Karl (1874–1934), schwedischer Curler
- Wåhlberg, Ludwig (* 1997), schwedischer E-Sportler
- Wahlberg, Mark (* 1971), US-amerikanischer SchauspielerMark Wahlberg (* 1971)

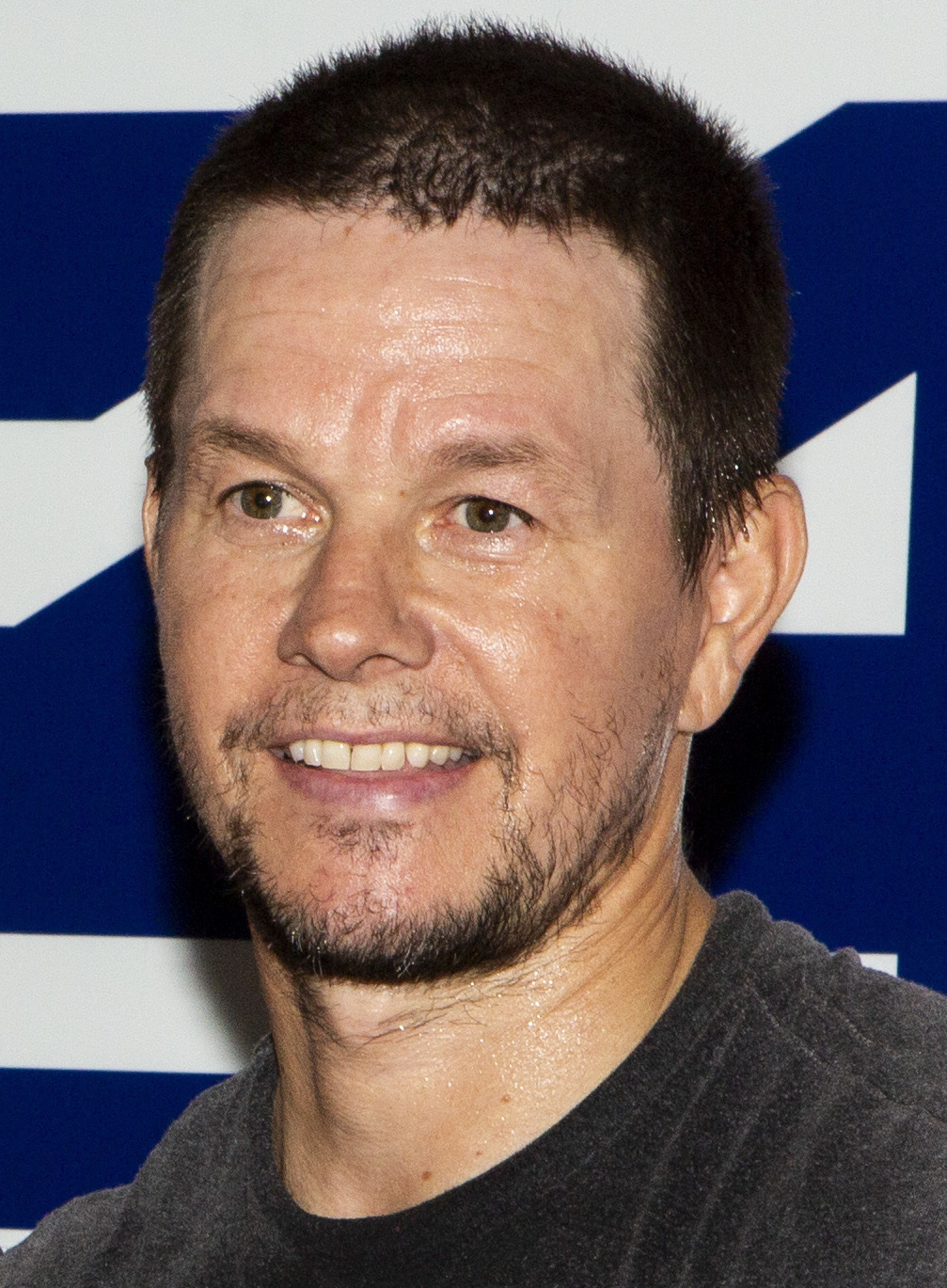
Mark Wahlberg (* 1971)

- Wahlberg, Mikael (* 1972), schwedischer Eishockeyspieler
- Wahlberg, Wilhelm Emil (1824–1901), österreichischer Jurist und Strafrechtler
- Wahlbergson, Erik (1808–1865), schwedischer Porträt-, Tier-, Historien- und Landschaftsmaler
- Wahlbom, Carl (* 1810), schwedischer Maler, Illustrator und Bildhauer
- Wahlbrink, Erika (* 1950), deutsche Friseurin
- Wahlbrink, Hans-Joachim (* 1953), niedersächsischer Landesbeauftragter für den Datenschutz
- Wahle, Carl (1892–1975), deutscher Generalmajor
- Wahle, Christian (1884–1969), deutscher Opernsänger (Tenor) und Gesangslehrer
- Wahle, Ernst (1889–1981), deutscher Prähistoriker
- Wahle, Frank (* 1953), deutscher Grafiker
- Wahle, Friedrich (1860–1927), deutscher Maler, Zeichner und Karikaturist
- Wahle, Georg Heinrich (1854–1934), deutscher Rechtswissenschaftler
- Wahle, Julius (1861–1940), österreichisch-deutscher Literaturwissenschaftler und Herausgeber der Briefe Johann Wolfgang von Goethes
- Wahle, Karl (1887–1970), österreichischer Richter und Präsident des Obersten Gerichtshofes
- Wahle, Kurt (1854–1928), sächsischer Generalleutnant, Westbefehlshaber der Schutztruppen für Deutsch-Ostafrika im Ersten Weltkrieg
- Wahle, Otto (1879–1963), österreichischer Schwimmer
- Wahle, Richard (1816–1876), deutscher Politiker
- Wahle, Richard (1857–1935), österreichischer Philosoph, Psychologe und Pädagoge
- Wahle, Siegfried (1869–1941), deutscher Allgemeinmediziner
- Wahle, Stephan (* 1974), deutscher römisch-katholischer Theologe
- Wahleithner, James C. (1933–2002), US-amerikanischer Offizier, Generalmajor der US Air Force
- Wahlen, Adrian (* 1997), deutscher Schauspieler
- Wahlen, Alfred (* 1958), deutscher Fußballspieler
- Wahlen, Catrin (* 1972), deutsche Politikerin (Bündnis 90/Die Grünen), MdA
- Wahlen, Friedrich Traugott (1899–1985), Schweizer Landwirtschaftler, Professor für Landwirtschaft an der ETH Zürich und Politiker (SVP)Friedrich Traugott Wahlen (1899–1985)

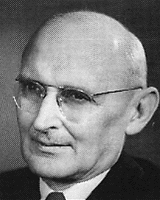
Friedrich Traugott Wahlen (1899–1985)

- Wahlen, Heinrich (1930–2002), deutscher Dreher und Politiker (SPD), MdL Saarland
- Wahlen, Heinrich Rudolph (1873–1970), deutscher Kaufmann und schwedischer Konsul für Deutsch-Neuguinea
- Wahlen, Helmut (* 1964), deutscher Fußballspieler
- Wahlen, Herbert (1904–1945), deutscher Theaterintendant, Regisseur und Schauspieler
- Wahlen, Hermann (1901–1990), Schweizer Schriftsteller sowie Pädagoge
- Wahlen, Stefan (* 1981), deutscher Soziologe
- Wahlen, Vanessa (* 1995), deutsche Fußballspielerin
- Wahlen, Viola (1917–2018), deutsche Schauspielerin und Synchronsprecherin
- Wahlen-Jürgass, Georg Christoph von (1710–1771), preußischer Major und Landrat
- Wahlen-Jürgaß, Georg Ludwig Alexander von (1758–1833), preußischer Generalleutnant
- Wahlen-Jürgass, Kurt von (1862–1935), preußischer Offizier, zuletzt Generalmajor
- Wahlenberg, Göran (1780–1851), schwedischer Botaniker
- Wahler, Bernd (* 1958), deutscher Manager
- Wahler, Emma (1906–1993), deutsche Politikerin (CDU), MdA
- Wahler, Franz (* 1962), österreichischer Brückenbauer
- Wahler, Hans Hermann (1909–1984), deutscher Politiker (FDP), MdL
- Wahler, Helmut (* 1934), deutscher Fußballspieler
- Wähler, Martin (1889–1953), deutscher Volkskundler
- Wahlers, Thorsten (* 1958), deutscher Herzchirurg und Hochschullehrer
- Wahlert, Paul von (* 1892), deutscher Marineoffizier, Marineattaché und deutscher Konsul für Ägypten
- Wahlert, Robert von (1817–1891), preußischer Generalmajor, Kommandant von Minden
- Wahlgreen, Johann Friedolf (1855–1941), deutscher Politiker (USPD, KPD), MdHB und Gewerkschafter
- Wahlgren, Anna (1942–2022), schwedische Sachbuchautorin
- Wahlgren, Anneli (* 1971), schwedische Fußballspielerin
- Wahlgren, Ernst G. (1879–1938), schwedischer Romanist und Sprachwissenschaftler
- Wahlgren, Hans (1937–2024), schwedischer Schauspieler und Synchronsprecher
- Wahlgren, Kari (* 1977), US-amerikanische Synchronsprecherin
- Wahlgren, Lars-Anders (* 1966), schwedischer Tennisspieler
- Wahlgren, Linus (* 1976), schwedischer Schauspieler
- Wahlgren, Pernilla (* 1967), schwedische Sängerin, Schauspielerin und ModeratorinPernilla Wahlgren (* 1967)

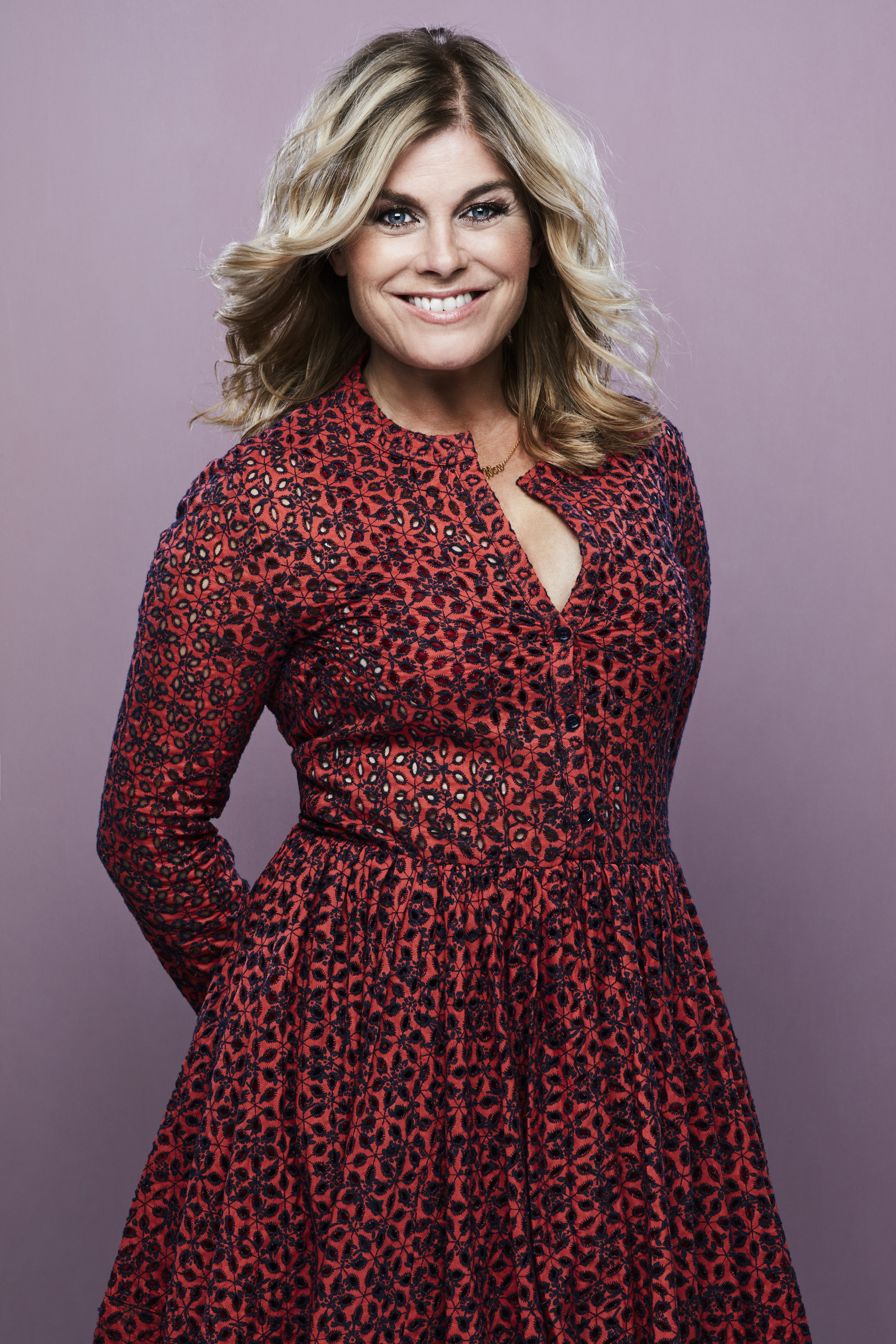
Pernilla Wahlgren (* 1967)

- Wahlgren, Silke (* 1968), deutsche Bürgerrechtlerin in der DDR
- Wahli, Hans (1927–2012), Schweizer Hochspringer
- Wahlig, Henry (* 1980), deutscher Sporthistoriker
- Wahlig, Tom (* 1938), deutscher Pharmazeut
- Wåhlin, Jennie (* 1997), schwedische Curlerin
- Wåhlin, Kristian (* 1971), schwedischer Musiker und Coverdesigner
- Wahlin, Mikael (* 1960), schwedischer Organist
- Wähling, Alexander (* 1995), deutsch-englischer Fußballspieler
- Wähling, Jürgen (* 1940), deutscher Fußballspieler und -trainer
- Wähling, Nicolas (* 1997), deutsch-englischer Fußballspieler
- Wähling, Oliver (* 1999), deutsch-englischer Fußballspieler
- Wählisch, Matthias (* 1981), deutscher Informatiker
- Wahliss, Ernst (1837–1900), österreichischer Geschäftsmann und Porzellanwarenfabrikant
- Wahlke, John C. (1917–2008), US-amerikanischer Politikwissenschaftler und Hochschullehrer
- Wahlman, Lars Israel (1870–1952), schwedischer Architekt
- Wahlmann, Adolf (1876–1956), Leiter der NS-Tötungsanstalt Hadamar
- Wahlmann, Kathrin (* 1977), deutsche Politikerin (SPD), MdL
- Wahlmüller, Wilhelm (* 1967), österreichischer Fußballspieler und -trainer
- Wahlöö, Per (1926–1975), schwedischer Krimi-Schriftsteller
- Wahlquist, Heather (* 1977), US-amerikanische Schauspielerin
- Wahlqvist, Ehrnfried (1815–1895), schwedischer Landschafts- und Marinemaler der Düsseldorfer Schule
- Wahlqvist, Göran (* 1937), schwedischer Badmintonspieler
- Wahlqvist, Lars (* 1964), schwedischer Radrennfahrer
- Wahlqvist, Linus (* 1996), schwedischer Fußballspieler
- Wahls, Anna (* 1994), deutsche Crosslauf-Sommerbiathletin
- Wahls, Anne-Catrin (* 1985), deutsche Schauspielerin und Sängerin
- Wahls, Jessica (* 1977), deutsche Popsängerin und ModeratorinJessica Wahls (* 1977)

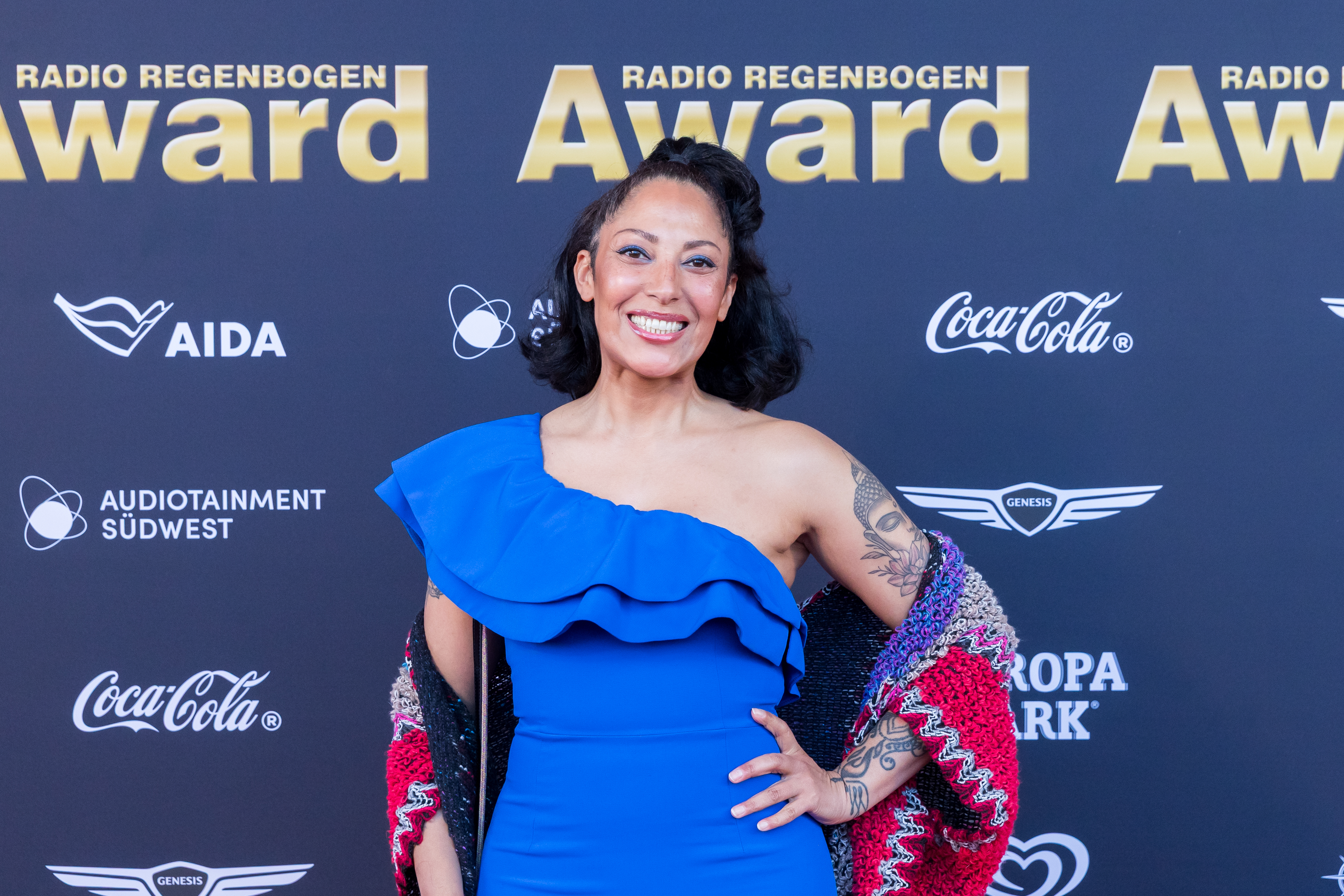
Jessica Wahls (* 1977)

- Wahls, Matthias (* 1968), deutscher Schachspieler
- Wahls, Nora, deutsche Schauspielerin, Synchronschauspielerin, Sprecherin und Sängerin
- Wahls, Otto (1907–1990), deutscher Kommunist, Redakteur, Widerstandskämpfer gegen das NS-Regime und Spanienkämpfer
- Wahlstedt, Anders (* 1964), schwedischer Squashspieler
- Wahlstedt, Armas (1905–1991), finnischer Kugelstoßer, Hochspringer und Zehnkämpfer
- Wahlstedt, Erik (* 1976), schwedischer Fußballspieler
- Wahlstedt, Leopold (* 1999), schwedischer Fußballtorhüter
- Wahlstedt, Walter (1898–1967), deutscher Maler, Grafiker und Bildhauer
- Wahlsten, Kauko (1923–2001), finnischer Ruderer
- Wahlster, Heinrich (1775–1848), deutscher Kaufmann und Politiker
- Wahlster, Heinrich (1892–1968), deutscher Fabrikant und Oberbürgermeister von Saarbrücken
- Wahlster, Wolfgang (* 1953), deutscher Informatiker und HochschullehrerWolfgang Wahlster (* 1953)

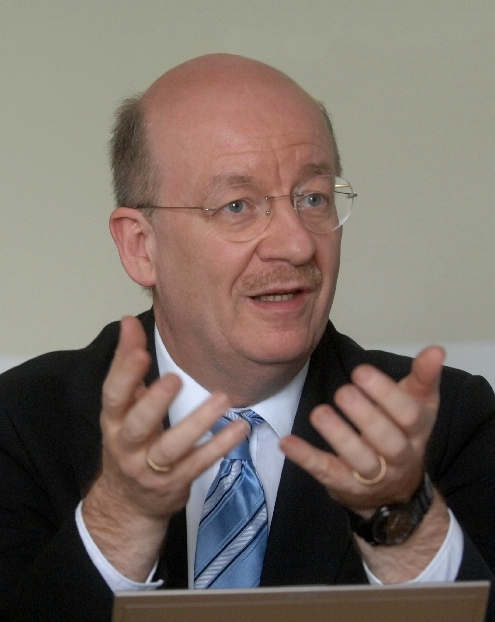
Wolfgang Wahlster (* 1953)

- Wahlstrom, Becky (* 1975), US-amerikanische Schauspielerin
- Wahlström, Charlotte (1849–1924), schwedische Malerin
- Wahlström, Eva (* 1980), finnische Boxerin
- Wahlström, Jarl (1918–1999), finnisch-kanadischer General der Heilsarmee
- Wahlström, Johannes (* 1981), israelisch-schwedischer Medienwissenschaftler und Journalist sowie Redakteur der schwedischen Kulturzeitschrift Tromb
- Wahlström, Lydia (1869–1954), schwedische Historikerin, Autorin und Feministin
- Wahlstrom, Mats (* 1963), schwedischer Unternehmer
- Wahlstrom, Oliver (* 2000), US-amerikanischer Eishockeyspieler
- Wahlström, Oskar (* 1976), schwedischer Fußballtorhüter
- Wahlstrom, Richard (1931–2003), US-amerikanischer Ruderer
- Wahlström, Vivi (* 2001), finnische Schauspielerin
- Wahlund, Carl (1846–1913), schwedischer Romanist und Bibliophiler
- Wahlund, Per Erik (1923–2009), schwedischer Schriftsteller, Literatur- und Theaterkritiker, Verleger, Theaterregisseur und Übersetzer

### Wahm
- Wähmann, Helmut (1901–1964), deutscher SA- und SS-Führer
- Wahmke, Kurt (1904–1934), deutscher Raketenkonstrukteur

### Wahn
- Wahn, Conrad (1851–1927), deutscher Architekt und kommunaler Baubeamter
- Wahn, Ulrich (* 1945), deutscher Kinderarzt und Pneumologe
- Wahn, Volker (* 1949), deutscher Kinderarzt und Immunologe
- Wahn, Walter, deutscher Fußballspieler
- Wahnawe, Christelle (* 1983), neukaledonische Fußballspielerin
- Wahnbaeck, Till (* 1971), deutscher Historiker und Vorstandsvorsitzender der Welthungerhilfe
- Wähner, Andreas Georg (1693–1762), deutscher Orientalist
- Wahner, Ernst (1821–1908), deutscher Philologe, Gymnasialprofessor und Offizier
- Wähner, Franz (1856–1932), österreichischer Geologe und Paläontologe
- Wähner, Herbert (* 1961), österreichischer Graveur und Münzdesigner
- Wähner, Markus (* 1989), deutscher Radsporttrainer und Radsportler
- Wahner, Ornella (* 1993), deutsche Boxerin
- Wähner, Ronny (* 1975), deutscher Politiker (CDU), MdL
- Wahnich, Sophie, französische Historikerin und Sozialwissenschaftlerin
- Wähning, Aloys (1914–1995), deutscher Kommunalpolitiker (CDU) und Bürgermeister der Stadt Greven
- Wähnl, Maria (1908–1989), österreichische Astronomin
- Wahnrau, Gerhard (1913–1981), deutscher Film- und Theaterhistoriker
- Wahnschaffe, Arnold (1865–1941), deutscher politischer Beamter, Chef der Reichskanzlei (1909–1917)
- Wahnschaffe, Felix (1851–1914), deutscher Geologe
- Wahnschaffe, Felix (* 1964), deutscher Altsaxophonist und Komponist des Creative Jazz
- Wahnschaffe, Georg Wilhelm (1710–1791), preußischer Oberamtmann, Braunschweig-Lüneburgischer Drost, Unternehmer, Landesverbesserer und vielfacher Domänen- und Rittergutsbesitzer
- Wahnschaffe, Joachim (* 1941), deutscher Politiker (SPD), MdL
- Wahnsiedler, Petra (* 1961), deutsche Judoka

### Waho
- Wahono (1925–2004), indonesischer Generalleutnant, Diplomat und Politiker
- Wahowskiý, Aleksandr (* 1994), turkmenischer Eishockeyspieler

### Wahr
- Wahr, Kevin (* 1989), deutscher Motorradrennfahrer
- Wahram Pahlawuni (965–1046), armenischer Sparapet
- Wahrburg, Walter, deutscher General der Landespolizei und Kommandeur der LandespolizeiiInspektion Sachsen
- Wahren, Friedel (* 1941), deutsche Herausgeberin von Science-Fiction
- Wahren, Karl Heinz (1933–2021), deutscher Komponist und Pianist
- Wahrenburg, Friedrich (1896–1957), deutscher Politiker (SPD), MdL
- Wahrendorf, David Otto (1713–1772), deutscher lutherischer Theologe
- Wahrendorf, Herbert (1919–1993), deutscher Pädagoge, Handballspieler und -funktionär
- Wahrendorff, Ferdinand (1826–1898), deutscher Arzt und Klinikgründer
- Wahrendorff, Martin von (1789–1861), schwedischer Diplomat und Erfinder
- Wahrendorff, Rudolf (1864–1932), deutscher Mediziner und Psychiater
- Währer, Georg (1893–1941), deutscher Politiker (NSDAP), MdR, Rechtswissenschaftler und SA-Führer
- Wahrhaftig, Serach (1906–2002), israelischer Politiker und Minister
- Wahrheit, Hermann (1900–1981), deutscher Politiker (CVP), MdL
- Wahrig, Gerhard (1923–1978), deutscher Lexikograph
- Wahrig, Renate (1959–2022), deutsche Sprachwissenschaftlerin und Lexikographin
- Wahrmann, Mór (1832–1892), ungarischer Unternehmer und Politiker
- Wahrmann, Siegfried (1918–1996), deutscher Kaufmann und Präses der Synoden der Evangelischen Kirche in Mecklenburg und in der DDR
- Wahrmund, Adolf (1827–1913), österreichischer Orientalist und Schriftsteller deutscher Herkunft
- Wahrmund, Ludwig (1860–1932), österreichischer Jurist
- Wahrstätter, Margrit, Schweizer Politikerin
- Wahrstötter, Christoph (* 1989), österreichischer Freestyle-Skisportler
- Wahry, Hildegard († 1998), deutsche Schauspielerin

### Wahs
- Wahsner, Roderich (* 1938), deutscher Jurist und Hochschullehrer

### Wahy
- Wahylewytsch, Iwan (1811–1866), ukrainischer Poet, Schriftsteller, Historiker ukrainischer Literatur, Philologe und Geistlicher
- Wahyu Hartanto, Ari Yuli (* 1986), indonesischer Badmintonspieler
- Wahyuni, Annisa (* 1990), indonesische Badmintonspielerin